# Collix haploscelis
Collix haploscelis är en fjärilsart som beskrevs av Louis Beethoven Prout 1925. Collix haploscelis ingår i släktet Collix och familjen mätare. Inga underarter finns listade i Catalogue of Life.